# ريتشارد غولز
ريتشارد غولز (بالألمانية: Richard Golz)‏ (5 يونيو 1968 ببرلين في ألمانيا - ) هو لاعب كرة قدم ألماني في مركز حراسة المرمى. شارك مع منتخب ألمانيا تحت 21 سنة لكرة القدم. أما مع النوادي، فقد لعب مع نادي فرايبورغ ونادي هامبورغ وهانوفر 96.

## روابط خارجية
- ريتشارد غولز على موقع قاعدة بيانات كرة القدم.إي يو (الإنجليزية)
- ريتشارد غولز على موقع بيانات كرة القدم. دي إي (الألمانية)
- ريتشارد غولز على موقع عالم كرة القدم.نت (الإنجليزية)